# Copa CAF 2001
La Copa CAF 2001 es la 10.ª edición de este torneo de fútbol a nivel de clubes de África organizado por la CAF y que tuvo la participación de 27 equipos de todo el continente, 6 menos que en la edición anterior.
El JS Kabylie de Argelia venció en la final al Étoile du Sahel de Túnez para ser el primer club que logra defender el título exitosamente y obtener su segundo título consecutivo.

## Primera ronda
| Equipo 1            | Agr.     | Equipo 2           | Ida  | Vuelta |
| ------------------- | -------- | ------------------ | ---- | ------ |
| Manchester SC       | 2-4      | AS Aviação         | 1-0  | 1-4    |
| Al-Mahalla SC       | 2-3      | ASC Ndiambour      | 2-1  | 0-2    |
| MO Constantine      | 3-1      | Al-Merrikh         | 1-0  | 2-1    |
| Katsina United      | w/o1     | Simba FC           | —    | —      |
| Ajax Cape Town      | 3-1      | KCC                | 2-0  | 1-1    |
| Sanga Balende       | w/o2     | Deportivo Mongomo  | 3-01 | —      |
| FC Jirama Antsirabe | 2-6      | Ferroviário Maputo | 0-3  | 2-3    |
| Zanaco FC           | 1-1 (v.) | Green Mamba        | 1-1  | 0-0    |
| Mtibwa Sugar FC     | 2-2 (v.) | Mebrat Hail        | 2-1  | 0-1    |
| Oserian Fastac      | 5-2      | Arabica FC Kirundo | 2-1  | 3-1    |
| FC 105 Libreville   | 3-4      | Coton Sport        | 3-2  | 0-2    |

1 El Simba FC abandonó el torneo antes de jugar el partido de ida

2 El partido de ida fue abandonado al minuto 77 con el marcador 3-0 a favor del Sanga Balende debido a la poca visibilidad. la CAF descalificó al Deportivo Mongomo por llegar tarde al partido para retrasar su inicio.

5 clubes avanzaron directamente a la siguiente ronda: JS Kabylie (Argelia), Goldfields (Ghana), Africa Sport (Costa de Marfil), Wydad Casablanca (Marruecos) y Étoile du Sahel (Túnez)

## Segunda ronda
| Equipo 1           | Agr.     | Equipo 2       | Ida | Vuelta |
| ------------------ | -------- | -------------- | --- | ------ |
| Goldfields         | 3-2      | AS Aviação     | 1-0 | 2-2    |
| Wydad Casablanca   | 3-1      | ASC Ndiambour  | 1-1 | 2-0    |
| MO Constantine     | 1-1 (p.) | Africa Sport   | 1-0 | 0-1    |
| Katsina United     | w/o1     | Ajax Cape Town | 2-2 | —      |
| Coton Sport        | 4-2      | Sanga Balende  | 2-0 | 2-2    |
| Ferroviário Maputo | 4-0      | Green Mamba    | 2-0 | 2-0    |
| Kabylie            | 2-1      | Mebrat Hail    | 2-0 | 0-1    |
| Étoile du Sahel    | (v.) 4-4 | Oserian Fastac | 2-0 | 2-4    |

1 Katsina United no se presentó al partido de vuelta.

## Cuartos de final
| Equipo 1           | Agr. | Equipo 2       | Ida | Vuelta |
| ------------------ | ---- | -------------- | --- | ------ |
| Étoile du Sahel    | 3-0  | Ajax Cape Town | 2-0 | 1-0    |
| Ferroviário Maputo | 2-3  | Coton Sport    | 2-2 | 0-1    |
| Goldfields         | 0-2  | Africa Sport   | 0-0 | 0-2    |
| Wydad Casablanca   | 0-3  | Kabylie        | 0-1 | 0-2    |

## Semifinales
| Equipo 1        | Agr.     | Equipo 2    | Ida | Vuelta |
| --------------- | -------- | ----------- | --- | ------ |
| Étoile du Sahel | 3-2      | Coton Sport | 3-1 | 0-1    |
| Africa Sport    | 3-3 (v.) | Kabylie     | 3-1 | 0-2    |

## Final
| Equipo 1        | Agr.     | Equipo 2 | Ida | Vuelta |
| --------------- | -------- | -------- | --- | ------ |
| Étoile du Sahel | 2-2 (v.) | Kabylie  | 2-1 | 0-1    |

## Campeón
| Copa CAF 2001           |
| ----------------------- |
| Bandera de Argelia      |
| J. S. Kabylie 2º Título |